# خورخوسه
خورخوسه (به لهستانی:  Chorchosy) یک روستا در لهستان است که در گمینا دووگوشودوو واقع شده‌است.